# La leyenda de Sarila
La leyenda de Sarila (Título en francés: La légende de Sarila. Títulos en inglés: The Legend of Sarila, Frozen Land) es una película canadiense de animación estrenada en 2013.